# Olympische Jugend-Sommerspiele 2014/Fechten

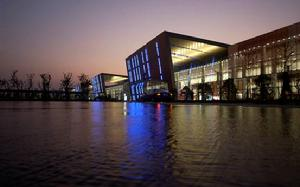
Nanjing International Expo Center

Bei den Olympischen Jugend-Sommerspielen 2014 in der chinesischen Metropole Nanjing wurden sieben Wettbewerbe im Fechten ausgetragen.
Die Wettbewerbe fanden vom 17. bis zum 20. August im Nanjing International Expo Center statt.

## Jungen

### Degen
| Platz | Land | Athlet              |
| ----- | ---- | ------------------- |
| 1     | HUN  | Patrik Esztergályos |
| 2     | SWE  | Linus Islas Flygare |
| 3     | RUS  | Iwan Limarew        |

Die Wettkämpfe wurden am 18. August ausgetragen.
 Samuel Unterhauser schied im Viertelfinale aus und belegte den 5. Platz.

### Florett
| Platz | Land | Athlet             |
| ----- | ---- | ------------------ |
| 1     | POL  | Andrzej Rządkowski |
| 2     | HKG  | Ryan Choi          |
| 3     | FRA  | Enguerand Roger    |

Die Wettkämpfe wurden am 19. August ausgetragen.
 Fabian Braun schied im Achtelfinale aus und belegte den 9. Platz.

### Säbel
| Platz | Land | Athlet      |
| ----- | ---- | ----------- |
| 1     | RUS  | Ivan Ilin   |
| 2     | KOR  | Kim Dong-ju |
| 3     | CHN  | Yan Yinghui |

Die Wettkämpfe wurden am 17. August ausgetragen.

## Mädchen

### Degen
| Platz | Land | Athletin           |
| ----- | ---- | ------------------ |
| 1     | KOR  | Lee Sin-hee        |
| 2     | ITA  | Eleonora de Marchi |
| 3     | SWE  | Asa Linde          |

Die Wettkämpfe wurden am 18. August ausgetragen.

### Florett
| Platz | Land | Athletin          |
| ----- | ---- | ----------------- |
| 1     | USA  | Sabrina Massialas |
| 2     | JPN  | Karin Miyawaki    |
| 3     | CHN  | Huang Ali         |

Die Wettkämpfe wurden am 17. August ausgetragen.

### Säbel
| Platz | Land | Athletin       |
| ----- | ---- | -------------- |
| 1     | RUS  | Alina Mosseiko |
| 2     | ITA  | Chiara Crovari |
| 3     | HUN  | Petra Záhonyi  |

Die Wettkämpfe wurden am 19. August ausgetragen.

## Gemischtes Team
| Platz | Land             | Athleten |
| ----- | ---------------- | --- |
| 1     | Asien-Ozeanien 1 | Degen: Lee Sin-hee ( KOR), Chien Kei Hsu Albert ( HKG) Florett: Karin Miyawaki ( JPN), Ryan Choi ( HKG) Säbel: Misaki Emura ( JPN), Kim Dong-ju ( KOR)                   |
| 2     | Europa 1         | Degen: Eleonora de Marchi ( ITA), Patrik Esztergályos ( HUN) Florett: Marta Martjanowa ( RUS), Andrzej Rządkowski ( POL) Säbel: Alina Mosseiko ( RUS), Iwan Iljin ( RUS) |
| 3     | Europa 2         | Degen: Asa Linde ( SWE), Linus Islas Flygare ( SWE) Florett: Anna Szymczak ( POL), Enguerand Roger ( FRA) Säbel: Chiara Crovari ( ITA), Marios Giakoumatos ( GRE)        |

Die Wettkämpfe wurden am 20. August ausgetragen.

## Medaillenspiegel
|       | Medaillenspiegel   | Medaillenspiegel | Medaillenspiegel | Medaillenspiegel | Medaillenspiegel |
| Platz | Land               | G                | S                | B                | Gesamt           |
| ----- | ------------------ | ---------------- | ---------------- | ---------------- | ---------------- |
| 1     | Russland           | 2                | –                | 1                | 3                |
| 2     | Südkorea           | 1                | 1                | –                | 2                |
| 3     | Ungarn             | 1                | –                | 1                | 2                |
| 4     | Polen              | 1                | –                | –                | 1                |
| 4     | Vereinigte Staaten | 1                | –                | –                | 1                |
| 6     | Italien            | –                | 2                | –                | 2                |
| 7     | Schweden           | –                | 1                | 1                | 2                |
| 8     | Hongkong           | –                | 1                | –                | 1                |
| 8     | Japan              | –                | 1                | –                | 1                |
| 10    | China              | –                | –                | 2                | 2                |
| 11    | Frankreich         | –                | –                | 1                | 1                |
| Total | Total              | 6                | 6                | 6                | 18               |